# Martin Yan
Martin Yan (chiń. upr. 甄文达; chiń. trad. 甄文達; pinyin Zhēn Wéndá; ur. 22 grudnia 1948 w Kantonie) – amerykański szef kuchni, pochodzenia chińskiego.

## Życiorys
Syn właściciela małej restauracji w Kantonie. Naukę kucharstwa rozpoczął w wieku 12 lat, a już rok później przeniósł się do Hongkongu, gdzie uczęszczał do Munsang College. W czasie nauki pracował w restauracji prowadzonej przez swojego wuja, ucząc się tradycyjnych chińskich metod przyrządzania potraw. W Hongkongu uzyskał dyplom, wydany przez Overseas Institute of Cookery i wyjechał do Kanady, gdzie w 1975 dokończył studia na University of California w Davis, w zakresie nauk o żywności.
W czasie pobytu w Kanadzie rozpoczął karierę telewizyjną, ucząc chińskiej sztuki gotowania w programach stacji CFAC-TV. Do 1982 wyprodukował i wziął udział w 1500 odcinkach programu You Can Cook, program był emitowany w 50 krajach świata. W programie Iron Chef America zasiadał w jury, złożonym z zawodowych kucharzy. Był także prowadzącym programu Martin Yan' Chinatown Cooking. Sporadycznie występował w filmach (Ryżowa rapsodia, 2004).
Sukcesem zawodowym Yana było uruchomienie sieci restauracji Yan Can i założenie szkoły kucharskiej Yan Can International Cooking School w San Francisco. Jest także autorem kilkunastu książek kucharskich, propagujących kuchnię chińską.
W życiu prywatnym jest żonaty (żona Susan), ma dwóch synów-bliźniaków (Colina i Devina).

## Książki kucharskie
- 1978: Chinese Recipes
- 1978: The Joy of Wokking
- Martin Yan's Feast: The Best of Yan Can Cook
- Chinese Cooking for Dummies
- Martin Yan's Asian Favorites
- Martin Yan's Quick and Easy
- Martin Yan's Chinatowns
- Martin Yan's Culinary Journey Through China
- Martin Yan's Asia
- Martin Yan's Entertainment At-Home
- Martin Yan the Chinese Chef
- Martin Yan's Invitation to Chinese Cooking
- Martin Yan's Feast

## Nagrody i wyróżnienia
Martin Yan otrzymał doktorat h.c. za zasługi na polu nauk kulinarnych od Johnson & Wales University. Dwukrotnie wyróżniony nagrodą James Beard Foundation Award (1994, 1996), przyznawaną najlepszym programom kulinarnym.